# Hookeria chloroneura
Hookeria chloroneura là một loài Rêu trong họ Hookeriaceae. Loài này được Taylor mô tả khoa học đầu tiên năm 1846.